# Saint-Sauveur-en-Diois
Saint-Sauveur-en-Diois är en kommun i departementet Drôme i regionen Auvergne-Rhône-Alpes i sydöstra Frankrike. Kommunen ligger i kantonen Saillans som tillhör arrondissementet Die. År 2022 hade Saint-Sauveur-en-Diois 54 invånare.

## Befolkningsutveckling
Antalet invånare i kommunen Saint-Sauveur-en-Diois
Referens:INSEE